# Onada de fred europea de febrer de 2012

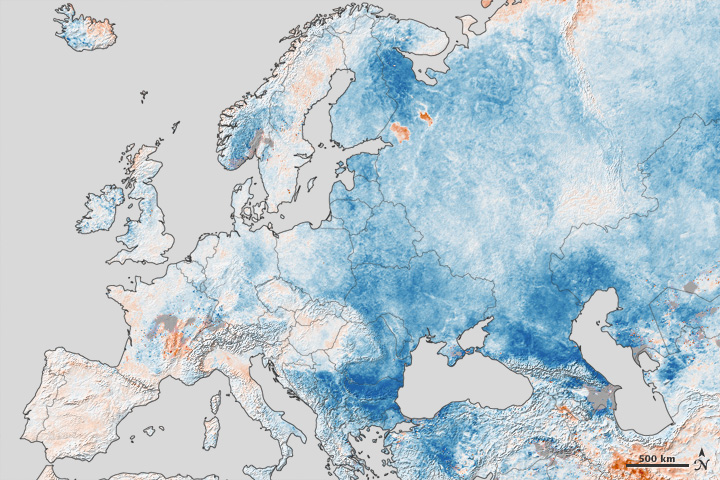
Mapa de les temperatures entre el 25 de gener i l'1 de febrer de 2012

La fredorada europea de febrer de 2012 és una onada de fred que va provocar morts, va iniciar-se el 27 de gener de 2012 i va portar molta neu i temperatures molt per sota dels 0 °C sobre gran part del continent europeu i el nord d'Àfrica. A Trípoli (Líbia) el 6 de febrer de 2012 va nevar i no ho feia des de fa 70 anys. Es va informar de 590 persones mortes a causa d'aquesta fredorada.
Particularment les baixes temperatures van afectar els països del l'est d'Europa, i allí les temperatures van arribar fins als -35 °C. La nevada més intensa es va produir als Balcans i també a Ucraïna la qual va ser un dels països més afectats, 100 persones sense casa hi van morir i amb nevades generalitzades de 30 cm i es va arribar a una temperatura mínima de -30 °C. També hi va haver molta neu al nord d'Europa on les temperatures van baixar fins als -39.2 °C a Kuusamo, Finlàndia.

## Afectació als Països Catalans
La fredorada va ser causada per una advecció d'aire fred continental de l'est d'Euràsia (siberià) que va tenir una durada d'uns 15 dies. Quan va acabar a aquesta entrada d'aire fred continental va ser seguida per una altra del nord, d'origen polar (no tan freda).

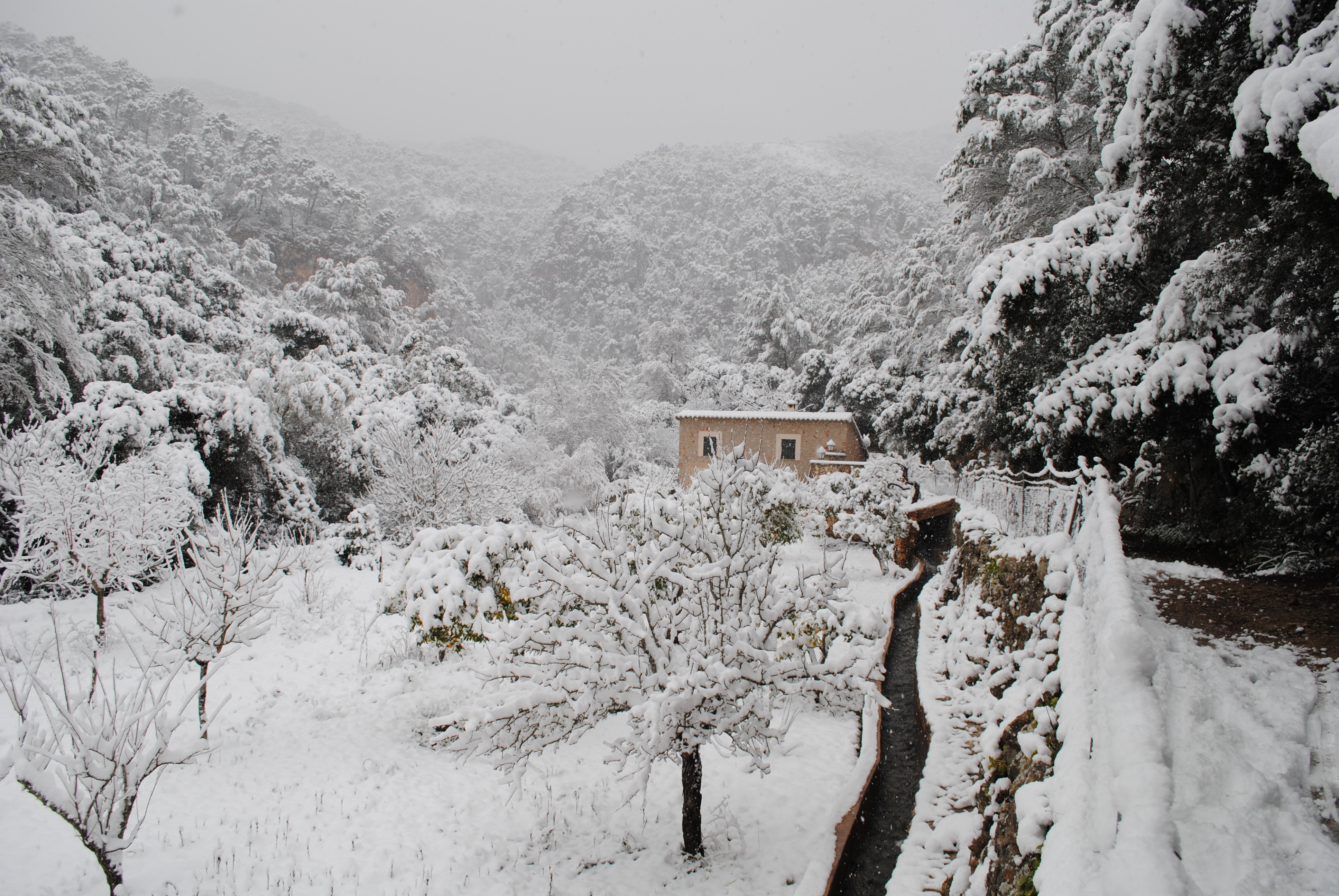
Aspecte de la Vall de Coanegra a Santa Maria del Camí (Mallorca) el 3 de febrer de 2012

#### Illes Balears
La nevada va ser la més extensa des de la fredorada de febrer de 1956. A Mallorca, en total es varen donar 15 dies de neu, en 5 dels quals va arribar al nivell de la mar. Les primeres nevades de caràcter general es varen donar dia 4 i 5 especialment a la serra de Tramuntana (més de 50 cm per damunt dels 1000 m) i l'oest de l'illa (més de 10 cm a zones litorals com Andratx). A Palma i el Raiguer s'acumulen més de 40 cm. En finalitzar l'episodi el vessant nord del Puig Major (1445 m) acumula 350 cm de neu i el massís del Massanella (1367 m) acumula entre 150 i 250 cm. Quant a les temperatures, es varen enregistrar mínimes de -5,7 °C a la Universitat i -9,82 °C a 1200 m d'altitud al massís del Puig Major.

#### CatalunyaiCatalunya del Nord

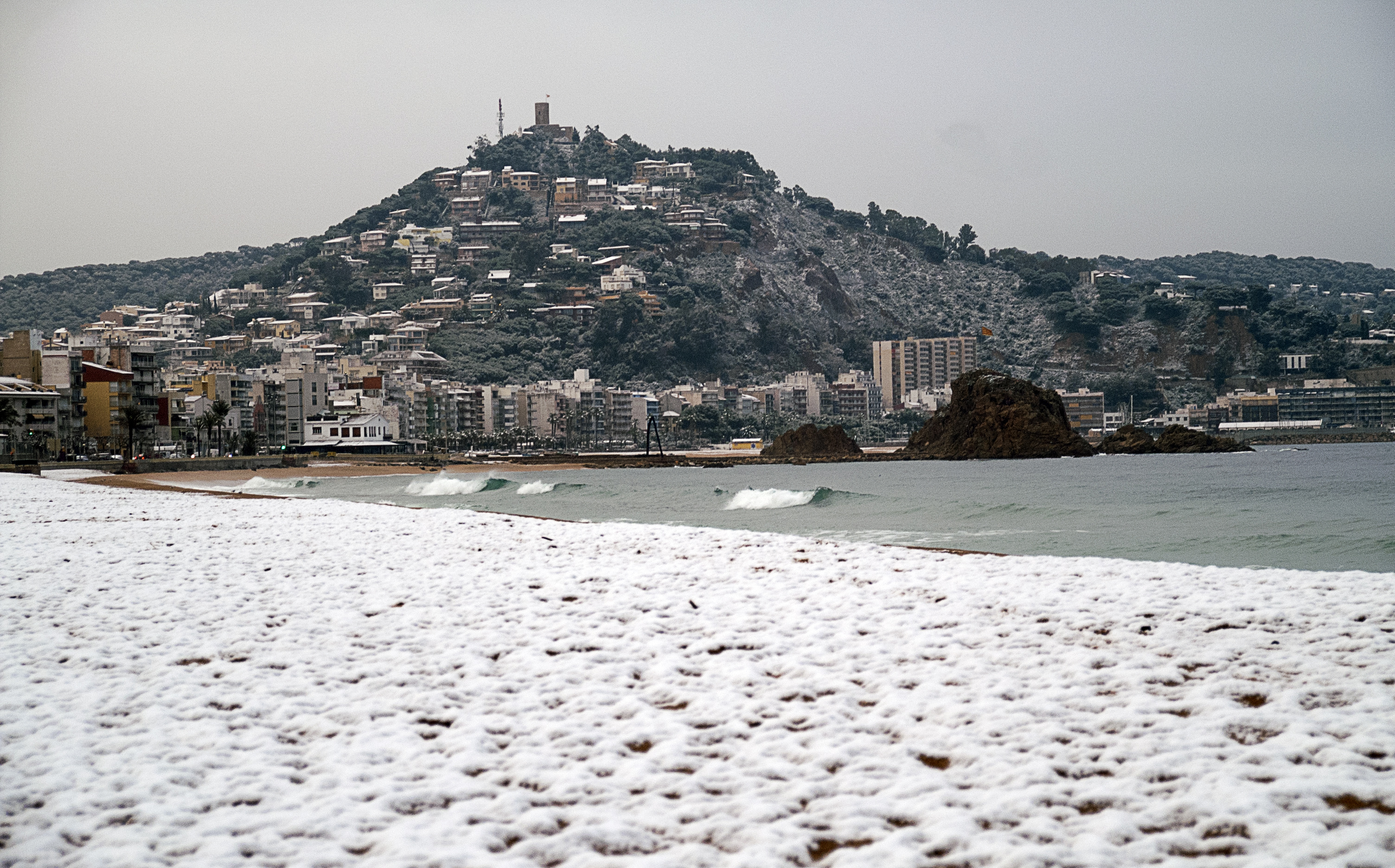
El 2 de febrer de 2012 Blanes es va llevar amb un paisatge nevat

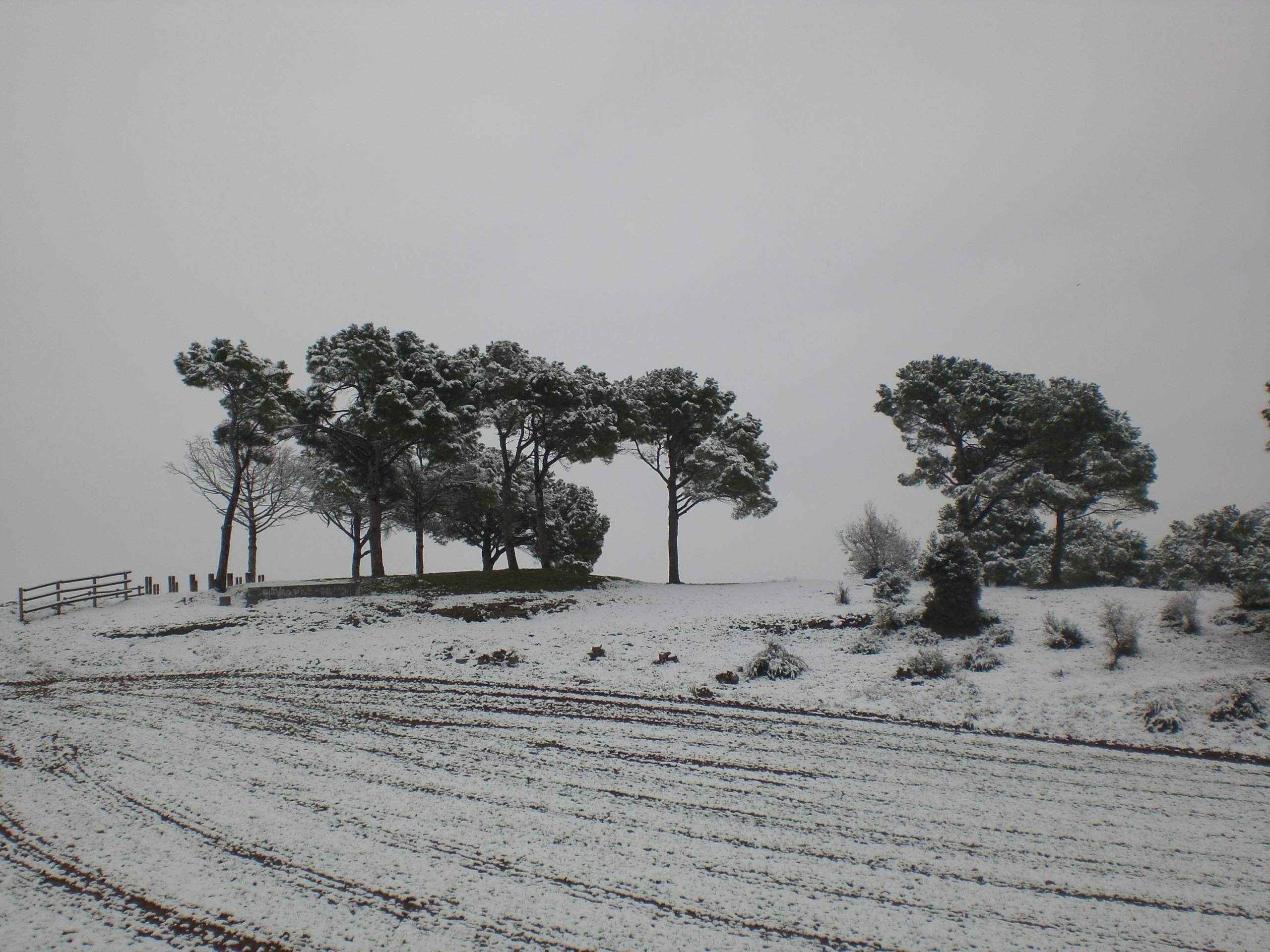
Paisatge nevat a La Pineda de Bages el 2 de febrer de 2012

Al principat de Catalunya un 68% de la xarxa d'estacions meteorològiques automàtiques del Servei meteorològic de Catalunya, que es troben a totes les comarques catalanes, van enregistrar una temperatura mínima inferior al llindar de situació meteorològica de risc per fred. Aquest llindar de risc és en el moment quan la temperatura mínima enregistrada és inferior a la del 2% dels dies més freds dels mesos de desembre, gener, febrer i març.
Entre les capitals de comarca la temperatura mínim d'aquesta fredorada va ser la de Vielha (1002 m d'altitud) a la Vall d'Aran amb -16,5 °C (dia 8 de febrer). A Barcelona es van enregistrar glaçades a l'observatori Fabra i a algunes zones de Barcelona (com la Zona universitària on la mínima va ser -1,8 °C). A Perpinyà, on el febrer de 1956 s'arribà a -11 °C,el febrer del 2012 la mínima va ser de -4 °C (4 de febrer de 2012) mentre que la temperatura mitjana d'aquell dia va ser d'1 °C. En l'agricultura es van veure especialment afectades les carxoferes del Prat de Llobregat que s'ennegriren per l'acció del fred. No va arribar a glaçar a la zona de conreus de cítrics del sud de Catalunya.

#### País Valencià
A Fredes (als Ports de Tortorsa-Beseit) es va arribar a -10,8 °C el 3 de febrer El vent va ser molt fort a Ibi, el 6 de febrer va arribar a 105 km/hora. Encara que les temperatures van baixar més en les zones arrecerades del vent. Els conreus més afectats van ser les carxoferes i algunes hortalisses, però gràcies al fort vent no es van veure afectades les de la Denominació d'Origen de Benicarló. En haver-se glaçat els fruits cítrics, ja es va donar per acabada la campanya en els vergers situats en les comarques de l'interior com la comarca de La Costera on va fer més fred que a les zones del litoral. A la Ribera Alta hi va haver danys en les flors d'ametllers i dels presseguers extraprimerencs.

#### L'Alguer
L'Alguer té un clima similar al de Barcelona, amb 10,1 °C de temperatura mitjana al gener i 23,3 °C al juliol, la temperatura mínima absoluta en el període 1961-1990 de l'Alguer és de -4,8 enregistrada el gener de 1981 (estació meteorològica de l'aeroport d'Alghero Fertilia). El dia dia 6 de febrer de 2012 l'Alguer va arribar als 0 °C mentre la neu cobria gran part de Sardenya. A Sardenya en general no s'arribava a temperatures tan baixes des de feia 27 anys.